# Борнейска операция
Борнейската операция от 1 май до 15 август 1945 година е военна операция на остров Борнео на Югозападния тихоокеански театър на Втората световна война.
Тя се осъществява от сухопътни сили на Австралия, които, с морска и въздушна поддръжка от Съединените щати, Великобритания и Нидерландия, извършват поредица от десанти на окупирания от Япония остров. Основните летища и пристанища са завзети през юли, но ликвидирането на отделни японски точки на съпротива продължава до самата капитулация на Япония през август.